# Arroyo Juan Pérez
Der Arroyo Juan Pérez ist ein Fluss in Uruguay.
Er entspringt an der Grenze des Departamento Salto zum Nachbardepartamento Rivera in der Cuchilla de Haedo nordöstlich des Cerro Lunarejo. Südlich findet sich dort zudem die Quelle des Arroyo Lunarejo Chico. Von dort verläuft er in westliche Richtung und mündet als rechtsseitiger Nebenfluss in den Río Arapey.